# Rete tranviaria di Taranto
Le due linee che componevano la rete tranviaria di Taranto caratterizzarono il panorama urbano della città pugliese dal 1922 al 1950.
Intensamente utilizzato dalle maestranze che lavoravano presso l'arsenale, l'impianto adottava una peculiare soluzione tecnologica per attraversare il ponte mobile cittadino.

## Storia

### Dall'omnibus al tram

Un omnibus a cavalli in attesa (1905)

Nel 1885, si palesò la necessità di istituire a Taranto un servizio di trasporto pubblico che venisse incontro alle esigenze di una forza lavorativa in continua crescita: grazie infatti alla costruzione dell'Arsenale Militare Marittimo di Taranto, molti erano i lavoratori che si trasferivano in città dalla provincia di Lecce e dalla provincia di Brindisi, in un'epoca in cui anche le biciclette erano un lusso.
Il primo servizio diurno fu effettuato dalla ditta Michelino Cacace, utilizzando alcuni omnibus a cavalli; per poter transitare sul Ponte Girevole la ditta dovette ricevere l'autorizzazione dalla Regia Marina. Dalla fine del XIX secolo tale servizio fu effettuato da altri piccoli imprenditori locali, resistendo alle difficoltà che derivavano dalla mancanza di attività industriali di rilievo.

### La rete tranviaria urbana

Tram, vettura 27, sulla linea numero 1 Stazione ferroviaria - Arsenale (1922)

Dopo il primo esempio pugliese rappresentato dalla tranvia Lecce-San Cataldo, inaugurata nel 1898, anche a Taranto si considerò di istituire un servizio tranviario. Un primo progetto di questo tipo, relativo a un collegamento con Martina Franca, non ebbe seguito, mentre maggior fortuna caratterizzò il progetto di tranvia urbana promosso nel 1913 dal consiglio comunale cittadino.
La costruzione e l'esercizio della linea furono affidate all'ingegner Guido Vallecchi, già attivo nel settore. Passata la prima guerra mondiale, l'iniziativa riprese vigore grazie alla costituzione nel 1918 della società di diritto inglese The Taranto Tramway and Electric Supply, con sede a Londra, che come lasciava intendere la ragione sociale si prefiggeva di realizzare un impianto di produzione e distribuzione dell'energia elettrica, oltre che curare la gestione del servizio tranviario urbano. La concessione, il cui contratto venne firmato il 6 luglio 1929, aveva durata sessantennale e, in Italia la società assunse il nome di Società Tramvie Elettricità Taranto, meglio conosciuta come STET.
I lavori di realizzazione della tranvia compresero l'allargamento di corso Vittorio Emanuele nel Borgo Antico, mediante la costruzione di pilastri a mare. Il 16 febbraio 1922 avvenne l'inaugurazione ufficiale della linea numero 1, che congiungeva la Stazione ferroviaria all'Arsenale, e della linea numero 2, che proseguiva fino al quartiere Solito.

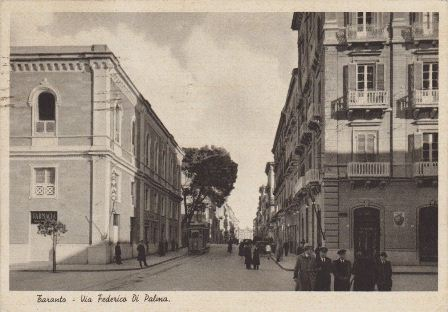
Via Di Palma

La crisi economica successiva alla grande depressione portò per la STET seri problemi finanziari, cui si fece fronte grazie a sovvenzioni governative, dell'Ing. Vallecchi e del Barone Pantaleo e, durante la seconda guerra mondiale, la stessa società fu sequestrata e messa in liquidazione dal Governo, in quanto facente capo ad imprenditori inglesi; il servizio continuò ad essere effettuato per consentire ai lavoratori di recarsi all'Arsenale.
Dopo l'armistizio, l'azienda passò sotto il controllo degli Alleati: in quegli anni i bilanci chiusero in attivo, e si cominciò a saldare i debiti pregressi degli imprenditori inglesi.
Nel 1948, i tranvieri costituirono la Società Tramvie e Autobus Taranto (STAT), una cooperativa per azioni a responsabilità limitata, e si decise di eliminare progressivamente tutte le linee tranviarie e di acquistare i primi autobus, che lentamente sostituirono i tram, le cui ultime corse ebbero luogo nel 1950. Dall'unione dei due percorsi tranviari esistenti nacque la linea numero 1/2, rimasta asse portante del trasporto pubblico tarantino.

## Caratteristiche
La rete tranviaria tarantina, realizzata a scartamento metrico e alimentata in corrente continua a 600 V, era composta da due linee esercite separatamente, sebbene le stesse percorressero di fatto un'unica direttrice:
- la prima linea tranviaria partiva davanti all'arsenale militare e, attraversato il caratteristico ponte girevole sullo stretto di accesso al Mar Piccolo, si dirigeva verso la stazione ferroviaria[1] attraversando il centro storico cittadino. Per ricavare spazio per la sede tranviaria fu realizzata la cosiddetta "ringhiera" della città vecchia, consistente nell'allargamento della strada posta sopra il terrapieno delle mura cinquecentesche, realizzato a sbalzo o mediante la costruzione di apposite arcate di sostegno;
- costituita di fatto dal prolungamento della precedente, la linea 2 partiva anch'essa dall'Arsenale per giungere nella zona detta Tre Carrare, allora posta alla periferia cittadina. Le vetture che percorrevano tale tratta portavano come destinazione nell'indicatore di percorso la denominazione Corvisea. Il capolinea periferico era posto in via Cesare Battisti, adiacente all'area che ospitò in seguito il palazzo dello sport PalaMazzola.

Il deposito-officina aziendale sorgeva in piazza Icco, nell'area compresa fra le vie Cesare Battisti e Livio Andronico, con accesso da via Icco; in seguito riadattato come mercato coperto l'edificio venne infine demolito per far luogo a un'area di parcheggio.
La linea stazione-Arsenale aveva una lunghezza di 3412 metri; la Arsenale-Tre Carrare di 835,70 metri. Il raggio minimo di curva era di 18 metri, la pendenza massima era del 35 per mille in corrispondenza di salita Sant'Eligio, poco oltre il ponte di Porta Napoli.

## Materiale rotabile
Per l'apertura della rete vennero fornite nove motrici e cinque rimorchiate, di tipo analogo alle motrici a due assi in servizio sulla rete tranviaria di Roma dal 1911. I rotabili erano a cassa chiusa e avevano una capacità di venti posti a sedere (di cui dieci di prima classe) e venti posti in piedi; le motrici erano spinte da due motori CT135 da 55 CV. Le elettromotrici furono fornite inizialmente di colore rosso e giallo ed erano divise in due classi, unificate pochi mesi dopo l'avvio del servizio. Le stesse assunsero poi la colorazione verde in seguito alla riforma attuata degli anni trenta.